# フェラーリ・333SP
フェラーリ・333SP (Ferrari 333 SP) は、1994年のIMSA・WSC（ワールドスポーツカー）参戦用にフェラーリが製作したスポーツカーである。名称の「333」は過去フェラーリが12気筒エンジン一択であった時代の命名規則に従った1気筒当たりの排気量による。フェラーリがスポーツカーレースに参加するのは、1973年の312PB以来、実に21年ぶりのことである。

## 概要
333SPの開発計画は、ステアリングメーカー「MOMO」の社長であり、現役レーサーでもあるジャンピエロ・モレッティが、フェラーリ副社長のピエロ・ラルディ・フェラーリに提案したことから始まる。アメリカのIMSAで、1994年より生産エンジンをベースにしたWSCクラスが創設される機会にあわせて開発された。
計画担当はF1部門（スクーデリア・フェラーリ）ではなく、子会社のフェラーリ・エンジニアリング。ジャンパオロ・ダラーラがトニー・サウスゲートの協力を得てデザインを行い、ダラーラが製作を担当した。後期型はパドヴァのチューナーミケロットが担当した。
エンジンはロードカーF50用に開発中だった自然吸気の4.7リットル65度V型12気筒DOHC5バルブエンジンをベースにしてストロークを短縮し、WSCの上限排気量である4.0リットルまで縮小されたF130E型である。最高出力は650メトリック馬力 (11,000回転毎分)、最大トルクは45キログラムメートル (9000回転毎分)である。このエンジンを遡ると、1992年のF1マシンであるF92Aに搭載されていた040型 (3.5リットル) に繋がる。
センターモノコックはカーボンコンポジットとアルミハニカムで成型し、シーケンシャルタイプの5速MTが組み合わされた。
サスペンションは前後ともF1的なプッシュロッドを用いていた。
WSCのレギュレーションでは「エンジンは市販車の4リットル以下の物」というものだったが、333SP完成時にはまだF50の発売前でしかもF50のエンジンは4.7リットルだったため、オーガナイザーのIMSAは協議の末、特例として参戦を認めた。オーガナイザーとしてもフェラーリの参戦がシリーズの盛り上げに必要と考えたためである。
333SPは当初こそオーガナイザーに歓迎されたものの、しだいにその強さが懸念されるようになり、最初の仕様で11,500回転毎分だったエンジンのレブリミットが11,000回転毎分に制限され、一気筒あたり5バルブの仕様も禁止されてしまった。さらに吸気制限のためのエア・リストリクターまで義務づけられてしまった。
一台あたりの価格は約100万ドルだった。

## 戦績

コクピットのクローズアップ写真

333SPのレース活動はフェラーリ自身のワークス参戦ではなく、プライベーターへの供給・サポートという方法で行われた。
333SPは1994年IMSA第3戦ロードアトランタでデビューし、ワンツーフィニッシュを飾る。このシーズンは計5勝したが、途中参戦だったためシリーズ2位となった。
翌1995年は、クラシック耐久のデイトナ24時間、セブリング12時間にも参戦。デイトナはトラブルでリタイヤに終わるも、セブリングではフェラーリにとって23年ぶりの優勝を飾る。このシーズンは5勝して、ドライバーズ（フェルミン・ヴァレス）、マニュファクチャラーズの両チャンピオンを獲得した。
この年はル・マンにも参戦。フェラーリにとってプロトタイプでのル・マン参戦は1973年以来22年ぶりのことであったが、結果は3周でエンジントラブルによってリタイヤした。ル・マンには翌1996年も参戦し、ファステストラップをマーク。1997年は6位でフィニッシュした。
セブリング12時間では1997年・1998年にも優勝。デイトナ24時間は1996年・1997年と2年連続2位で苦杯を舐めるが、1998年には27年ぶりの優勝を成し遂げた。モレッティは15回目のデイトナ挑戦で頂点をつかみ、このレースを最後に引退した。
1997年には欧州の国際スポーツレーシング・シリーズ (ISRS) に参戦し、スポーツレーシング・ワールド・カップ、FIA スポーツカー選手権とシリーズが変遷する中で、2001年までに数々の勝利とタイトルを積み重ねた。
333SPは1980年代のポルシェ・962同様、長い現役生活の中で多くのプライベーターに重宝されるマシンとなった。

## 現在
なお現在、中古として払い下げられた333SPの多くは、フェラーリの「コルセ・クリエンティ」部門が主催する「F1クリエンティ」プログラムに組み込まれ、メンテナンスなどのサポートを受けているほか、世界各国のサーキットでフェラーリが開催している「フェラーリ・レーシング・デイズ」や「フィナーリ・モンディアーリ」などのイベントでF1マシンとともに走行している。